# Ginowan
Ginowan (en japonés:宜野湾市) es una ciudad de la provincia japonesa de Okinawa. Se ubica en la Isla de Okinawa en las costas del mar de China Oriental. Su área es de 19,5 km² y su población estimada total es de 94 405 (2012).

## Base militar de Estados Unidos
- Base aérea de la Marina norteamericana en Futenma.[3] Desde 2015 comienza una disputa por el traslado de esta base militar a Henoko, en Nago.[4]